# منتخب ساموا الأمريكية لكرة اليد للناشئين
منتخب ساموا الأمريكية لكرة اليد للناشئين هو ممثل ساموا الأمريكية الرسمي في المنافسات الدولية في كرة اليد للناشئين
.